# Coup de vent (film)
Pour plus de détails, voir Fiche technique et Distribution.
Coup de vent est un film français réalisé par Jean Dréville et Giovacchino Forzano, sorti en 1936.
C'est la version française d'un film réalisé en double version, dont la version italienne est Un colpo di vento, réalisé par Charles-Félix Tavano.

## Fiche technique
- Titre : Coup de vent
- Réalisateur : Jean Dréville et Giovacchino Forzano
- Scénario : Jean Dréville
- Dialogue : Roger Ferdinand et René Pujol
- Photographie: Mario Fort
- Montage : Maurice Serein
- Musique : Vincent Scotto, Jean Yatove
- Décors : Antonio Valente
- Sociétés de production : Lux Compagnie Cinématographique de France  --  Compagnie Française Cinématographique (CFC) -- Forzano Film
- Pays :  France
- Format : Noir et blanc — 35 mm — 1,37:1 — Son : Mono
- Genre : Comédie dramatique
- Durée : 85 minutes (1 h 25)
- Date de sortie : 
  - France - 10 avril 1936

## Distribution
- Jean Aquistapace : Mouche
- Yvette Lebon : Francine
- Paul Azaïs : Pierre
- Mady Berry : Madame Goulard
- Pierre Alcover : Maître Poque
- Marcel Maupi : Monsieur Goulard
- Maximilienne : Cornélie
- Madame Aquistapace
- Louis Blanche
- Albert Broquin
- Annette Doria
- Florence Jikel
- Simone Judic
- Charles Lemontier
- Georges Paulais
- Robert Pizani
- Germaine Reuver
- La petite Reuver
- Serjius
- Sinoël
- Paulette Élambert